# آرتور میلسپو

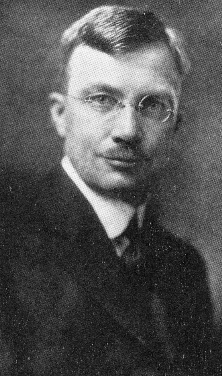

آرتور میلسپو (انگلیسی: Arthur Millspaugh؛ متولد مارس ۱۸۸۳ در روستایی در میشیگان - درگذشته ۱۹۵۵)، حقوقدان و کارشناس مالی آمریکایی که در سال‌های ۱۹۲۲-۱۹۲۷ و ۱۹۴۲-۱۹۴۵ برای اصلاح مالیه به استخدام دولت ایران درآمد.
وی دانش‌آموخته (دکترای) دانشگاه جانز هاپکینز و (کارشناسی ارشد) دانشگاه ایلینوی بود. پس از ۲ سال تدریس در رشتهٔ علوم سیاسی در همان دانشگاه جانز هاپکینز، در سال ۱۹۱۸ میلادی به عنوان مشاور تجاری وزارت امورخارجه ایالات متحده آمریکا استخدام گردید، و به دعوت ایران، اما برخلاف خواست وزیر وقت امور خارجه آمریکا، در ۱۹۲۱ راهی ایران گردید.
در بازگشت پس از ۲ سفر به ایران، به عنوان مشاور ریاست جمهور آمریکا، و نیز سردبیر روزنامه (حرفه مورد علاقه‌اش) اشتغال یافت، و در ایجاد و تنظیم برنامه اصل چهار هری ترومن دخالت مستقیم داشت.

## در ایران
نخستین بار در سال ۱۳۰۱ خورشیدی دولت تصمیم گرفت برای تأمین کسری بودجه از آمریکا استقراض کند. طبق مذاکراتی که به عمل آمد شرط استقراض این شد که اداره مالیه کشور تحت نظارت مستشاران آمریکایی قرار گیرد.
بنابراین در تاریخ مرداد ۱۳۰۱ در کابینه قوام‌السلطنه قانونی از مجلس گذشت که به موجب آن میلسپو با حقوق پانزده هزار دلار در سال استخدام که خانه و اثاثیه هم از طرف دولت تهیه می‌شد و هشت نفر دیگر آمریکایی که توسط میلسپو انتخاب می‌شدند با حقوق هفت‌هزار و پانصد دلار تا ده هزار دلار. در سال ۱۹۲۱ که میلسپو به ایران آمد، ایران مجموعاً ۱۰۰۰ مایل هم جادهٔ مناسب برای حمل و نقل نداشت. اما در سال‌های میانی ۱۹۳۰ این رقم به ۱۴۰۰۰ مایل رسیده بود، که این پیشرفت نتیجهٔ زحمات مهندسانی بود که همراه میلسپو به ایران آمده بودند.
اواخر سال ۱۳۰۱ مستشاران مزبور به تهران وارد شدند و شروع به کار کردند. در قانون استخدام میلسپو اختیارات تامی به ایشان داده شد که هیچ خرجی بدون اجازه ایشان انجام نمی‌شد و هیچ‌گونه تعهد مالی دولت بدون موافقت ایشان نمی‌توانست بنماید. ترقی و تنزل و انتقال و عزل مستخدمان مالیه و همچنین مستخدمان ادارات دیگر دولتی که مستقیماً با جمع و محاسبه و پرداخت وجوه عمومی مربوط است از صلاحیت رئیس کل مالیه بود. وزیر مالیه وقت نیز در مقابل میلسپو هیچ‌گونه اختیاری نداشت و تمام تشکیلات وزارت مالیه و پیشکاری‌های ولایات تحت نظر مستقیم  میلسپو و همکاران آمریکایی او بود. وی اقدامات مثبت و منفی مختلفی داشت، اما در مجموع اقدامات وی توسط ایرانیان مثبت ارزیابی می‌شود. نهایتاً با قدرت گرفتن رضاخان به دلیل اختلاف نظر با وی از ایران رفت.
- لایحه استخدام و حدود اختیارات میلسپو رئیس کل مالیه ایران

روزنامه ایران در تاریخ ۳ مرداد ۱۳۰۱ در شماره ۱۱۸۵ و ۱۱۸۷ صفحه اول خود لایحه استخدام و حدود اختیارات میلسپو را به عنوان رئیس کل مالیه ایران چاپ کرد. در این لایحه وظایف طرفین نسبت به یکدیگر، اعم از سال‌های خدمت و حقوق میلسپو در پانزده ماده ذکر شد. در ماده اول این لایحه چنین ذکر شده‌است: «ماده اول. مجلس شورای ملی به دولت اختیار می‌دهد که  میلسپو تبعهٔ آمریکا را به سمت ریاست کل مالیه ایران برای مدت پنج سال مطابق با مواد ذیل استخدام نماید.»
بار دوم چون تجدید انتخاب مستشاران آمریکایی برای امور دارایی و اقتصاد در نظر بود در تاریخ ۲۱ آبان ۱۳۲۱ میلسپو برای بار دوم برای ریاست کل دارایی انتخاب شد. آقای شریدن آمریکایی برای خواربار و چهار آمریکایی دیگر همکار میلسپو باز دو نفر دیگر معاون میلسپو آقای ویویان آمریکایی برای وزارت خواربار و نیز استخدام گراشام آمریکایی برای ریاست گمرک و در تیرماه ۱۳۲۲ شش نفر دیگر آمریکایی برای همکاری با میلسپو انتخاب شدند. میلسپو در دی ۱۳۲۱ وارد تهران شد و به عنوان رئیس کل دارایی با اختیارات وسیعی امور مالی و اقتصادی کشور را در دست گرفت و خزانه‌داری، حمل و نقل، توزیع خواربار و تثبیت قیمت‌ها و حتی تعدیل اجاره‌بها در اختیار او و ۶۰ نفر از همکارانش قرار داده شد. اقدامات وی این بار زیاد مورد توجه مردم قرار نگرفت و کلاً در نوبت اول ماموریتش موفق تر بود. مجلس زیر فشار افکار عمومی در ۸ ژانویه ۱۹۴۵ برابر با ۱۹ دی ۱۳۲۳ قانونی مبنی بر سلب اختیارات فوق‌العاده میلسپو گذراند و سپس دولت اقدام به برکناری وی و اخراج از ایران کرد.

## درگذشت
میلسپو در ۱۹۵۵ در ۷۲ سالگی در میشیگان بر اثر سکته قلبی درگذشت.

## آثار مکتوب
- The American task in Persia, New York, Arno Press, 1925.
- Americans in Persia, Washington, D.C. , The Brookings Institution, 1946.
- Crime control by the national government, Washington, D.C. , The Brookings Institution, 1937.
- Democracy, efficiency, stability; an appraisal of American government, Washington, D.C. , The Brookings Institution, 1942.
- Haiti under American control, 1915-1930, Boston, Mass. , World peace foundation. 1931.
- Local democracy and crime control, Washington, D.C. , The Brookings Institution, 1936.
- Party organization and machinery in Michigan since 1890, Baltimore, The Johns Hopkins Press, 1917.
- Peace plans and American choices; the pros and cons of world order, Washington, D.C. , The Brookings institution, 1942.
- Public welfare organization, The Brookings institution, 1935.
- Toward efficient democracy; the question of governmental organization, واشینگتن، دی.سی., Brookings Institution, 1949.

در سال ۱۳۰۵ (۱ ژوئیه ۱۹۲۶) کتابچه‌ای با نام «وضعیت مالی و اقتصادی ایران» به زبان انگلیسی در نیویورک از طرف دولت ایران چاپ شده و با نظارت «انجمن ایران» توزیع شد. این کتابچه ۳۷ صفحۀ وزیری و شامل ۴۲ بخش بود:
- ۱-۱۰: وضعیت طبیعی و سیاسی، قوای سه‌گانۀ حکومت، روابط خارجی، عدلیه و معارف
- ۱۱-۲۷: فلاحت و ترقی آن، معادن و جنگل‌ها، شیلات، نفت و آبهای معدنی، حمل و نقل، جاده‌ها و راه آهن ها، حمل و نقل هوایی، ارتباط، مشاغل عمومی، کارخانجات و صنعت و طرح های هیدروالکتریک
- ۲۷-۴۲: تجارت داخلی و خارجی، معاملات و نقوذ، اوزان و مقادیر، امور مالی، مستشاران مالی، مستشاران آمریکایی، عواید و مخارج، قرضه عمومی، دعاوی، منابع عواید ملی و خاتمه

میلسپو در مقدمۀ کتاب این گونه نوشته است: «این کتابچه حاصل تجدید نظر کامل در کتابچه مشابهی است که مورخه ژوئن ۱۹۲۴ طبع گردیده و مقصود از انتشار آن تهیه اطلاع صحیح جهت صاحبان بانکها، متصدیان توجیه، جراید اقتصادی و مالی و جراید یومیه می باشد و راجع باوضاع مالی و اقتصادی ایران دارای اطلاعات اصلی است.»
نویسندۀ روزنامۀ اطلاعات دربارۀ کتاب نوشته است: «آقای دکتر مطابق منظوری که در انتشار این گونه مطبوعات هست وضعیت مالی و اقتصادی ایران را به نیک بینی کامل تلقی نموده اند و هر ایرانی از مطالعه آن دلخوش میشود ما هم بدبین نیستیم ولی وقتی کسادی بازار، فقر عمومی، تنزل و تدنی تجارت و فلاحت که برای‌العین مشاهده میشود و همچنین تمام شدن رعایا بر اثر بلاهای ارضی و سماوی و بدتر از همه وضع جمع آوری و اجحافات مامورین مالیه را می بینیم نمیدانیم چه شکل باید قضاوت نمود.»